# Conducte semicircular

Anatomia de l'orella humana:
1: Orella externa.
5: Orella mitjana.
13: Orella interna:
14: Laberint: 15: Conducte semicircular, 16: Vestíbul: 17: Finestra oval, 18: Finestra rodona. 19: Còclea.
20: Nervi vestibular, 21: Nervi coclear, 22: Conducte auditiu intern.
Altres: 11: Os temporal, 23: Nervi auditiu.

Els conductes semicirculars són òrgans de l'orella interna que juntament amb els òrgans amb otòlits (sàcul i utricle) determinen l'equilibri del cos humà. Estan plens d'endolimfa. Estan disposats en angle recte un respecte de l'altre, en tres plans: els dos de posició vertical són els conductes semicirculars membranosos anterior i posterior, i l'horitzontal. La porció dilatada de cada un d'ells és l'ampul·la del conducte semicircular.

## Estructura
Els canals semicirculars són un component del laberint ossi que es troben en angle recte entre si i contenen els seus respectius conductes semicirculars. En un extrem de cadascun dels conductes semicirculars hi ha un sac dilatat anomenat ampolla membranosa, que és més del doble del diàmetre dels conductes. Cada ampolla conté una cresta ampul·lar, la crista ampullaris, que consta d'una capa gelatinosa gruixuda anomenada cúpula i moltes cèl·lules ciliades. Els conductes semicirculars superior i posterior estan orientats verticalment en angle recte entre si. El conducte semicircular lateral té un angle d'aproximadament 30 graus respecte al pla horitzontal. Les orientacions dels conductes fan que un conducte diferent sigui estimulat pel moviment del cap en diferents plans, i més d'un conducte s'estimula alhora si el moviment és fora d'aquests plans. El conducte semicircular lateral detecta l'acceleració angular del cap quan es gira el cap i els conductes semicirculars anterior i posterior detecten moviments verticals del cap quan el cap es mou cap amunt o cap avall. Quan el cap canvia de posició, l'endolimfa dels conductes es queda endarrerida per inèrcia i aquesta actua sobre la cúpula que doblega els cilis de les cèl·lules ciliades. L'estimulació de les cèl·lules ciliades envia el missatge al cervell que s'està produint una acceleració. Els canals semicirculars s'obren al vestíbul per cinc orificis, una de les obertures és comuna a dues d'elles.
Entre les espècies de mamífers, la mida dels canals semicirculars es correlaciona amb el seu tipus de locomoció. Concretament, les espècies que són àgils i tenen una locomoció ràpida i brusca tenen canals més grans en relació amb la seva mida corporal que les que es mouen amb més precaució.

## Funció
La disposició dels tres conductes permet que detectin l'acceleració o desacceleració rotacional.
En moure el cap, per inèrcia, l'endolimfa desplaça les cèl·lules piloses de les crestes.
Els conductes semicirculars proporcionen entrada sensorial per a experiències de moviments rotatius. S'orienten al llarg dels eixos de capcineig, gir i guinyada. El canal semicircular lateral s'orienta a l'eix de guinyada, el canal semicircular anterior s'orienta a l'eix de capcineig i el canal semicircular posterior s'orienta a l'eix de balanceig.
Cada conducte està ple d'un fluid anomenat endolimfa i conté sensors de moviment dins dels fluids. La base de cada conducte està engrandida, s'obre a l'utricle i té un sac dilatat en un extrem anomenat ampolla membranosa. Dins de l'ampolla hi ha un munt de cèl·lules ciliades i cèl·lules de suport anomenades crista ampullaris. Aquestes cèl·lules ciliades tenen moltes projeccions citoplasmàtiques a la superfície apical anomenades estereocilis que estan incrustades en una estructura gelatinosa anomenada cúpula. Quan el cap gira, el conducte es mou, però l'endolimfa es queda endarrerida a causa de la inèrcia. Això desvia la cúpula i doblega els estereocilis dins. La flexió d'aquests estereocilis altera un senyal elèctric que es transmet al cervell. En uns 10 segons d'aconseguir un moviment constant, l'endolimfa es posa al dia amb el moviment del conducte i la cúpula ja no es veu afectada, aturant la sensació d'acceleració. La gravetat específica de la cúpula és comparable a la de l'endolimfa circumdant. En conseqüència, la cúpula no es desplaça per la gravetat, a diferència de les membranes otòlitiques de l'utricle i el sàcul. Igual que amb les cèl·lules ciliades maculars, les cèl·lules ciliades de la crista ampullaris es despolaritzen quan els estereocilis es desvien cap al kinocili. La desviació en sentit contrari produeix hiperpolarització i inhibició. Al conducte semicircular lateral, el flux ampullopetal és necessari per a l'estimulació de les cèl·lules ciliades, mentre que el flux ampul·lofugal és necessari per als conductes semicirculars anterior i posterior.
Aquest període d'ajust és en part la causa d'una il·lusió coneguda com les «inclinacions» que sovint experimenten els pilots. Quan un pilot entra en un gir, les cèl·lules ciliades dels conductes semicirculars s'estimulen, dient al cervell que l'avió i el pilot ja no es mouen en línia recta sinó que fan un gir inclinat. Si el pilot hagués de mantenir un gir de velocitat constant, l'endolimfa acabaria amb els conductes i deixaria de desviar la cúpula. El pilot ja no se sentiria com si l'avió estigués en un gir. Quan el pilot surt del gir, els conductes semicirculars s'estimulen perquè el pilot pensi que ara estan girant en sentit contrari en lloc de volar recte i nivell. En resposta a això, el pilot sovint s'inclinarà en la direcció del gir original per intentar compensar aquesta il·lusió. Una forma més greu d'això s'anomena espiral de cementiri. En lloc que el pilot s'inclini en la direcció del gir original, en realitat pot tornar a entrar al gir. A mesura que l'endolimfa s'estabilitza, els conductes semicirculars deixen de registrar el gir gradual i l'avió va perdent alçada lentament fins a l'impacte amb el terra.